# Black Holes and Revelations
Black Holes and Revelations là album phòng thu thứ tư của ban nhạc rock người Anh Muse, phát hành vào ngày 3 tháng 6 năm 2006 thông qua hãng đĩa riêng của Muse là Helium-3 cũng như Warner Bros. Records. Quá trình ghi âm được thực hiện trong 4 tháng xen kẽ giữa Pháp và New York, đồng thời đánh dấu lần đầu tiên Muse đóng vai trò tích cực hơn trong khâu sản xuất. Black Holes and Revelations đã cho thấy sự thay đổi phong cách so với những album trước của Muse, với những ảnh hưởng từ Depeche Mode, Millionaire, Lightning Bolt, Sly and the Family Stone và cả dòng nhạc từ miền nam nước Ý. Giống như các sản phẩm trước đó, album mang màu sắc chính trị và phản địa đàng, kèm theo lời ca trải dải nhiều đề tài như lũng đoạn chính trị, sự xâm lăng của người ngoài hành tinh, cách mạng và các thuyết âm mưu về Trật tự thế giới mới, cũng như có nhiều bản tình ca bình dị hơn.
Black Holes and Revelations đã gặt hái thành công cả về mặt chuyên môn lẫn thương mại. Sản phẩm đón nhận những đánh giá tích cực từ giới phê bình và góp mặt trong nhiều danh sách album hay nhất vào cuối năm. Album còn giành một đề cử giải Mercury và kế đó xuất hiện trong cuốn sách 1001 album bạn phải nghe trước khi chết ấn bản năm 2007. Nhạc phẩm đã đoạt ngôi quán quân bảng xếp hạng tại 5 quốc gia, trong đó có thị trường Anh Quốc cũng như lọt vào top 10 tại một số quốc gia khác. Tiếp đó Hiệp hôi công nghiệp ghi âm Anh (BPI) và Hiệp hội Công nghiệp ghi âm Hoa Kỳ (RIAA) đã lần lượt trao cho album ba đĩa bạch kim và một đĩa bạch kim, nhờ doanh số tiêu thụ ít nhất đạt mốc 900.000 bản tại Anh và một triệu bản tại Mỹ. Album phát hành 5 đĩa đơn thành công "Supermassive Black Hole" và "Knights of Cydonia" đều lọt vào top 10 tại Anh, trong khi "Starlight", "Invincible" và "Map of the Problematique" cũng có mặt trong tốp 25.

## Bối cảnh ra đời và thu âm
Album phòng thu thứ ba của Muse là Absolution đã đem lại cho ban nhạc danh tiếng trong giới thính giả đại chúng tại Hoa Kỳ. Muse bắt đầu sáng tác và tập luyện cho album kế tiếp tại Studio Miraval, một tòa lâu đài cổ tại Pháp. Nhà sản xuất cho Absolution là Rich Costey đã tham gia dự án cùng ban nhạc sau đó 2 tuần. Nhà sáng tác ca khúc Matt Bellamy cho biết nhóm muốn tránh bị phân tâm để họ có thể "tập trung, phân bổ thời gian và nằm trong nhiều luồng ảnh hưởng nhạc khác nhau". Tuy nhiên tiến độ làm album diễn ra chậm và họ gặp khó trong quyết định lựa chọn các ca khúc. Nhiều sản phẩm được hoàn thành tại hai xưởng thu Avatar Studios và Electric Lady Studios ở New York cũng như một xưởng thu tại Ý.
Cây bass của Muse, Christopher Wolstenholme cho biết quá trình sáng tác và thu âm cho Black Holes and Revelations thoải mái hơn so với những album trước vì cả nhóm không có hạn chót ấn định. Costey muốn nắm lấy "cá tính" cầm thủ guitar của Muse nên đã ghi lại tiếng gảy đàn của anh. Đây còn là đầu tiên Muse dấn thân nghiên cứu về công nghệ trong phòng thu, việc mà trước đây họ để cho các kĩ thuật viên xử lý. Khúc riff trong "Map of the Problematique" được sáng tác trên một chiếc đàn keyboard; với sự khích lệ từ Costey, Bellamy đã chơi lại khúc riff đó trên guitar bằng cách chia âm của nhạc cụ này thành ba dải sóng âm, được xử lý bởi máy chuyển cao độ và nhạc cụ synthesizer.
Bài "Soldier's Poem" được cho là "chẳng giống bất cứ thứ gì [Muse từng] làm trước đây". Vốn được sáng tác cho Absolution, Matt đã sáng tác lại ca khúc để cho vào Black Holes với ca từ và phần chuyển soạn mới lấy cảm hứng từ bài "Can't Help Falling in Love" của Elvis Presley. Tay trống Dominic Howard cho biết nhóm nhạc từng định biến bài hát thành một "bản nhạc hùng tráng, mạnh mẽ" nhưng rồi quyết định sáng tác bằng cách dùng một phòng thu nhỏ với thiết bị cổ điển và một vài chiếc ống thu thanh. Muse tỏ ra hài lòng với thành quả đạt được và Dom miêu tả "Soldier's Poem" như một "điểm sáng thực sự", với "chất giọng thuộc hàng ấn tượng nhất mà tôi từng nghe Matt thể hiện".

## Chủ đề
Black Holes and Revelations được miêu tả là mang màu sắc của các dòng nhạc progressive rock và space rock; theo một số nhà phê bình thì album còn mang theo một thông điệp chính trị. Album mở đầu bằng bài "Take A Bow" – một "cuộc tấn công vào một nhà lãnh đạo chính trị ẩn danh", kết hợp với lời hát như: "Corrupt, you corrupt and bring corruption to all that you touch". Những chủ đề này thể hiện xuyên suốt album trong các bài như "Exo-Politics" và "Assassin". Album còn đề cập đến những đề tài gây tranh cãi như trong cầu hát "The New World Order conspiracy, unjustifiable war, abusive power, conspiratorial manipulation and populist revolt," và chịu ảnh hưởng bởi những học thuyết âm mưu mà ban nhạc quan tâm đến. Bellamy cho biết "những thứ bí ẩn nhìn chung là một khu vực làm kích thích trí tưởng tượng" và mối quan tâm này được biểu hiện trong suốt album, trong đó có chứng hoang tưởng chống đối. Album còn chứa đựng những đề tài giàu cảm xúc hơn như hối tiếc, tham vọng và tình yêu.
Theo lời Matt Bellamy trong một cuộc phỏng vấn với tạp chí Q vào tháng 9 năm 2006, anh giải thích về tựa album trích từ một câu hát trong bài "Starlight" như sau: "Những hố đen và sự lộ diện - chúng là hai khu vực mà tôi lấy làm đề tài sáng tác chính trong album này. Đó là một khám phá về bản thân bạn, nó vừa riêng tư vừa mang bản chất đời thực hàng ngày mà có lẽ mọi người đều [có thể tự] liên hệ đến. Tiếp đó các hố đen là những ca khúc đến từ những vùng tưởng tượng... bí ẩn."

## Việc phát hành
Album được ra mắt vào ngày 3 tháng 7 năm 2006 ở Anh, sau đó là ở Mỹ, Úc, Đài Loan và Nhật Bản. Album cũng có bản kết hợp CD/DVD với số lượng có hạn, trong đó có thêm những đoạn phim band biểu diễn "Supermassive Black Hole", "Knights of Cydonia" và "Starlight". Thêm vào đó, album được ra mắt lại ở Mỹ dưới dạng đĩa vinyl vào 18 tháng 8 năm 2009. Album nhận được 2 chứng nhận bạch kim ở Anh vào 22 tháng 12 năm 2006 và 3 chứng nhận bạch kim vào 6 tháng 12 năm 2010. Các đĩa đơn cùng được phát hành ở Anh và Mỹ, mặc dù thứ tự ra mắt khác nhau ở mỗi nơi. Tất cả các đĩa đơn trừ "Map of the Problematique" đều được phát hành dưới dạng CD, vinyl, DVD (kèm theo video ca nhạc), và dạng nhạc số để tải về.
Ở Anh, đĩa đơn đầu tiên là "Supermassive Black Hole" và được ra mắt trước album, vào ngày 19 tháng 6 năm 2006. Single đạt được vị trí thứ 4 trong bảng xếp hạng đĩa đơn của Anh, trở thành đĩa đơn đạt được thứ hạng cao nhất của band vào thời điểm đó. Tiếp theo đó là "Starlight", "Knights of Cydonia", "Invincible" và "Map of the Problematique" và trong số đó, chỉ có "Knights of Cydonia" lọt vào top 10 và ở vị trí số 10. Album đứng ở vị trí đầu bảng trong bảng xếp hạng album của Anh trong 2 tuần liền với doanh số lớn nhất của band tính đến thời điểm ấy.
Đĩa đơn đầu tiên được phát hành ở Mỹ là "Knights of Cydonia" vào 13 tháng 6 năm 2006, nhảy lên vị trí thứ 10 trong Bảng xếp hạng Billboard Rock hiện đại. Theo sau đó là "Starlight" và "Supermassive Black Hole". "Starlight" là đĩa đơn nổi tiếng nhất của họ ở Mỹ vào lúc đó, đạt vị trí thứ 2 trong bảng xếp hạng Billboard Rock hiện đại. Đây là album đầu tiên của Muse đạt được vị trí trong top 10 trong tuần đầu ra mắt với vị trí thứ 9.

## Danh sách ca khúc
Tất cả các ca khúc được soạn và sáng tác bởi Matthew Bellamy.
| STT | Nhan đề                    | Thời lượng |
| --- | -------------------------- | ---------- |
| 1.  | "Take a Bow"               | 4:35       |
| 2.  | "Starlight"                | 3:59       |
| 3.  | "Supermassive Black Hole"  | 3:29       |
| 4.  | "Map of the Problematique" | 4:18       |
| 5.  | "Soldier's Poem"           | 2:03       |
| 6.  | "Invincible"               | 5:00       |
| 7.  | "Assassin"                 | 3:31       |
| 8.  | "Exo-Politics"             | 3:53       |
| 9.  | "City of Delusion"         | 4:48       |
| 10. | "Hoodoo"                   | 3:43       |
| 11. | "Knights of Cydonia"       | 6:06       |

| iTunes và bonus track ấn bản tại Nhật | iTunes và bonus track ấn bản tại Nhật | iTunes và bonus track ấn bản tại Nhật |
| STT                                   | Nhan đề                               | Thời lượng                            |
| ------------------------------------- | ------------------------------------- | ------------------------------------- |
| 12.                                   | "Glorious"                            | 4:38                                  |

Bản DVD Limited Edition
- "Supermassive Black Hole" (video)
- "Starlight" (video)
- "Knights of Cydonia" (video)
- "Supermassive Black Hole" (Live from Paris)
- "Starlight" (Live from Copenhagen tại MTV Awards)
- "Knights of Cydonia" (Live from London)

Bản dài và dữ dội hơn của ca khúc "Assassin", gộp cùng với ca khúc "Grand Omega Bosses Version" được ghi trong album Knights of Cydonia EP.

## Phát hành và đón nhận của công chúng
| Đánh giá chuyên môn  | Đánh giá chuyên môn |
| Điểm trung bình      | Điểm trung bình     |
| Nguồn                | Đánh giá            |
| -------------------- | ------------------- |
| Metacritic           | 75/100              |
| Nguồn đánh giá       |                     |
| Nguồn                | Đánh giá            |
| Allmusic             | [ 12 ]              |
| Alternative Press    |                     |
| Drowned in Sound     | 9/10                |
| Entertainment Weekly | B+                  |
| The Guardian         | [ 15 ]              |
| IGN                  | 9.2/10.0            |
| NME                  | 9/10                |
| Q                    |                     |
| Rolling Stone        |                     |
| Spin                 | 4/10                |

## Đĩa đơn
| Tên                        | Ngày phát hành            | UK Singles Chart | Billboard Modern Rock Tracks | Billboard Hot 100 |
| -------------------------- | ------------------------- | ---------------- | ---------------------------- | ----------------- |
| "Supermassive Black Hole"  | 19 tháng 6 năm 2006 (UK)  | #4               | #6                           |                   |
| "Starlight"                | 4 tháng 9 năm 2006 (UK)   | #13              | #2                           | #101              |
| "Knights of Cydonia"       | 27 tháng 11 năm 2006 (UK) | #10              | #10                          |                   |
| "Invincible"               | 9 tháng 4 năm 2007 (UK)   | #21              |                              |                   |
| "Map of the Problematique" | 18 tháng 6 năm 2007 (UK)  | #18              |                              |                   |

## Xếp hạng
| Bảng xếp hạng (2006)     | Vị trí cao nhất | Chứng chỉ   | Doanh thu  |
| ------------------------ | --------------- | ----------- | ---------- |
| Australian Albums Chart  | 1               | Bạch kim    | 70,000+    |
| Austrian Albums Chart    | 4               |             |            |
| Belgian Albums Chart     | 2               |             |            |
| US Billboard 200         | 9               | Vàng        | 750,000+   |
| European Albums Chart    | 1               | 2x Bạch kim | 2,000,000+ |
| French Albums Chart      | 2               | Bạch kim    | 350,000+   |
| German Albums Chart      | 4               | Vàng        | 100,000+   |
| Italian Albums Chart     | 2               | Bạch kim    | 80,000+    |
| Finnish Albums Chart     | 3               | Vàng        | 15,000+    |
| Dutch Albums Chart       | 2               |             |            |
| New Zealand Albums Chart | 6               | Bạch kim    | 15,000+    |
| Norwegian Albums Chart   | 6               | Vàng        | 15,000+    |
| Portuguese Albums Chart  | 17              |             |            |
| Swiss Albums Chart       | 1               | Bạch kim    | 30,000+    |
| UK Albums Chart          | 1               | 3× Bạch kim | 900,000+   |
| Irish Albums Chart       | 1               | Bạch kim    | 15,000+    |

| Bảng xếp hạng   | Năm  | Vị trí |
| --------------- | ---- | ------ |
| UK Albums Chart | 2006 | 26     |
| UK Albums Chart | 2007 | 117    |
| UK Albums Chart | 2008 | 165    |
| UK Albums Chart | 2009 | 151    |
| UK Albums Chart | 2010 | 149    |

## Chú giải
1. ↑  Dịch nghĩa: Ngươi, chính người làm lũng đoạn và đem lại sự mục nát tới mọi thứ mà ngươi chạm vào.
2. ↑  Dịch nghĩa: Thuyết âm mưu Trật tự thế giới mới, cuộc chiến phi nghĩa, lạm dụng quyền lực, âm mưu thao túng và sự nổi dậy của Chủ nghĩa dân túy.